# Gianluca Zambrotta
Gianluca Zambrotta (Como, 19. veljače 1977.) je talijanski nogometni trener i umirovljeni nogometaš. Igrao je jedanaest godina za talijansku nogometnu reprezentaciju.